# Anapis amazonas
Anapis amazonas es una especie de arácnido perteneciente al género Anapis, dentro de la familia Anapidae, del orden de las arañas.

## Distribución
La especie se distribuye por Colombia.

## Taxonomía
Fue descrita científicamente por Norman Ira Platnick y Mohammad Umar Shadab en 1978. 